# Гейбель, Карл Георгиевич
Карл (Карл-Георгий-Эмилий) Георгиевич (Бернгардович) Гейбель (1839 — после 1915) — фармаколог, профессор Киевского университета, доктор медицины. Изучал распределение веществ в организме человека.

## Биография
Родился в семье врача 25 сентября (7 октября) 1839 года в г. Валк Лифляндской губернии. В 1856 году окончил Дерптскую гимназию, а в 1861 году — Дерптский университет (медицинский факультет); во время обучения в университете, в 1858 году, был удостоен золотой медали. После получения в нём в 1865 году степени доктора медицины был избран и утверждён доцентом на кафедру общей терапии и фармакологии медицинского факультета Киевского университета, которой руководил до 1868 года. В 1870 году командирован на год за границу: работал в европейских лабораториях Берлина, Галле, Мюнхена; в 1872 году вновь, в течение трёх месяцев занимался в Европе — в лабораториях Вюрцбурга, Эрлангена и др.
В 1876 году, в связи с отъездом профессора П. П. Сущинского в Москву, Гейбель вновь стал заведующим кафедрой фармакологии Киевского университета. В 1877 году был утверждён в должности экстраординарного профессора и вновь три месяца занимался в Берлине, Эрлангене и Страсбурге. С 1882 года — ординарный профессор. Руководил кафедрой вплоть до 1898 года. Был деканом медицинского факультета (сентябрь 1890 — декабрь 1897). Читал лекции по фармакологии (с токсикологией), общую терапию, учение о минеральных водах, рецептуру и историю медицины.
С 1 января 1894 года — в чине действительного статского советника.
Был награждён орденами Св. Станислава 2-й ст. (1883), Св. Анны 2-й ст. (1886) и 3-й ст. (1875), Св. Владимира 3-й ст. (1896) и Св. Станислава 1-й ст. (1903).
В 1914 году был сверхштатным профессором Киевского университета.